# جورج فولسي الابن
جورج جوزيف فولسي الابن (من مواليد 17 يناير 1939) هو منتج أفلام أمريكي ومحرر ومساعد مخرج ومصور سينمائي عمل كثيرًا مع المخرج جون لانديس في الثمانينيات. بُرِّئَ فولسي في قضية قتل الممثل فيك مورو وطفلين في حادث طائرة مروحية في فيلم منطقة الشفق. فولسي هو ابن جورج جوزيف فولسي ووالد المحرر ريان فولسي.

## أفلام
| سنة  | فيلم                    | تنسب إليه       |
| ---- | ----------------------- | --------------- |
| 1972 | بيوت زجاجية             |                 |
| 1973 | شلوك                    | المنتج التنفيذي |
| 1980 | الإخوة بلوز             | منتج مشارك      |
| 1981 | مستذئب أمريكي في لندن   |                 |
| 1983 | الاماكن التجارية        | المنتج التنفيذي |
| 1983 | منطقة الشفق: الفيلم     | منتج مشارك      |
| 1985 | في الليل                |                 |
| 1985 | جواسيس مثلنا            |                 |
| 1985 | فكرة                    | المنتج التنفيذي |
| 1986 | الأصدقاء الثلاثة        |                 |
| 1987 | نساء الأمازون على القمر | المنتج التنفيذي |
| 1988 | القدوم إلى أمريكا       |                 |
| 1993 | الشيء يسمى الحب         | المنتج التنفيذي |
| 1994 | طماع                    | المنتج التنفيذي |
| 1995 | كبار السن من الرجال     | منتج مشارك      |
| 2014 | ميت في الداخل           |                 |
| 2020 | معسكر إعادة التشغيل     | المنتج التنفيذي |
| TBA  | رابط الموت              | المنتج التنفيذي |